# Uchiha Sasuke
Sasuke Uchiha (うちは サスケ Uchiha Sasuke?) este un personaj ficțional din universul Naruto, creat de Masashi Kishimoto. A fost conceput drept rival al protagonistului show-ului, Naruto Uzumaki, cu un design ce i-a provocat dificultăți în desenarea diferitelor scene manga, dar în cele din urma Kishimoto ajungând să schițeze cu plăcere personajul lui Sasuke.
În anime și manga, Sasuke este un membru al clanului Uchiha, un clan ninja extrem de talentat, aliat cu satul Konohagure. Motivația sa principală, de-a lungul seriei, este să răzbune anihilarea întregului clan prin uciderea fratelui său, Itachi Uchiha, un țel pe care îl urmărește prin orice mijloc. Inițial el este rece și distant condus de dorința de răzbunare.
| Gen:              | Masculin |
| Vârsta:           | Partea I:12-13 Partea: II:15-17 The last:19                                                                                      |
| Data nașterii:    | 23 iulie |
| Greutate:         | Partea I:42,2 kg-43,5 kg Partea II:52,2 kg                                                                                       |
| Înălțime:         | Partea I:150,8 cm-153,2 cm Partea II:168 cm The last:190 cm                                                                      |
| Culoarea părului: | Negru |
| Culoarea ochilor: | Negrii |
| Grupa sanguină:   | AB4 |
| Familie           | Fugaku Uchiha-tata Mikoto Uchiha - mama Itachi Uchiha - frate mai mare Sarada Uchiha - fiica(manga) Sakura Haruno - soție(manga) |

## Sugerarea personajului
În copilărie, Sasuke trăia împreună cu părinții și fratele său, Itachi. Pentru că Itachi era mai mare și mai talentat decât el, Sasuke era ignorat de toată lumea. Lui Sasuke îi plăcea să se antreneze alături de Itachi, și spera ca, într-o bună zi, să poată deveni la fel de bun ca el, iar astfel să-l facă mândru pe tatăl său care îl aprecia și care îi acorda multă atenție lui Itachi. În momentul în care clanul său a fost ucis, Sasuke era la academie, se antrena. Odată reîntors acasă, și-a găsit părinții spintecați de o sabie, i-a găsit pe toți morți, toți cu excepția lui Itachi, care i-a arătat cum a făcut aceste lucruri, spunându-i că a făcut-o pentru a-și testa abilitățile și, pentru ca Sasuke să ajungă la aceeași putere oculară și același nivel ca al lui, este nevoie ca acesta să își omoare cel mai bun prieten. Astfel, pentru a putea răzbuna clanul și a-l ucide, trebuie să-l urască, să trăiască în ură și să-și continue viața în acest fel până se vor reîntâlni. De aceea Sasuke este atât de distant față de cei din jurul său, cu gândul doar la clipa răzbunării. La început el îl consideră pe Naruto doar un bufon, însă cu trecerea timpului începe să îi vadă progresele și ajunge să îl vadă ca pe un rival.
În timpul examenelor, Chunin Orochimaru vrea să-l testeze pe Sasuke (să vadă dacă este destul de bun încât să-i fure corpul). La început, acesta se dovedește a fi foarte fricos, dar apoi își revine și îl înfruntă, dovedindu-i, fără să vrea, că este demn. Orochimaru îi lasă un semn pe umăr spunându-i că-l va căuta pentru putere. Între timp, el continuă să se antreneze controlând puterea oculară, Sharingan, foarte bine. Este învățat de către Kakashi tehnica lui secretă Chidori, însă cu toate acestea,  în lupta împotriva lui Gaara (o bestie cu cozi) este depășit. Naruto însă, având și el o bestie cu cozi, a putut să-l învingă pe Gaara, învățându-l o lecție. Naruto pleacă cu Jiraya în căutarea bunicii Tsunade care urma să devină noul Hokage. Itachi și Kisame primesc misiunea de a-l captura pe Naruto. Ei se întâlnesc pe drum cu câțiva jounini cu care au o mică "disputa", dar totul pe fugă, să nu fie observați prea mult. Jounini încep să vorbească despre asta, iar Sasuke aude întâmplător că fratele lui a revenit și-l caută pe Naruto. În dorința sa de răzbunare, pleacă după el. Într-un final l-a găsit (și pe Naruto ). Nu prea bucuros de revedere încearca să-și folosească Chidori-ul , dar Itachi îl blochează apoi reamintindu-i că ura e singura lui șansă să-l poată înfrânge. Lăsându-l grav rănit, fuge pentru a nu face prea mare zarvă, avându-l pe sannin-ul Jiraya ca adversar. Naruto avea un motiv în plus s-o caute pe Tsunade, ea fiind considerată cel mai bun medic. La spital, când Tsunade îl readuce pe Sasuke în simțiri, el, furios ca n-a diminuat deloc distanta dintre el si fratele său și dorind să afle de ce îl caută pe Naruto și nu pe el, îl provoaca la rândul său pe Naruto la o luptă. Amândoi folosindu-și tehnicile speciale încep să lupte, chiar înainte de a afla care din ei este mai puternic, Kakashi îi oprește. După ce Sasuke vede că noua tehnică a lui Naruto, Rasengan-ul, este mai puternică decât Chidori, Sasuke decide să plece la Orochimaru în căutarea puterii necesare să îl înfrângă pe fratele său Itachi. În drumul său către Orochimaru el este oprit de Naruto și provocat la un nou duel în Valea Sfârșitului; în urma căruia rezultă că Sasuke este mai puternic și totodată îl acceptă pe Naruto drept egalul său. 
Cu toate că a învins, Sasuke, refuzând să îl omoare pe Naruto implicit s-a îndepartat de la calea pe care-l împingea fatelui său. El se va antrena cu Orochimaru dorind să se răzbune pe fratele său, chiar dacă asta ar fi însemnat propriul său sfârșit. Însă după ce Sasuke devine destul de puternic, îl omoară pe Orochimaru după care își strânge câțiva shinobi foarte puternici formând astfel Echipa Șarpe. Pleacă mai apoi să vâneze membrii din Akatsuki până va da de fratele său. Înainte de a ajunge la Itachi el constată că este urmărit de Naruto și alți ninja din Konoha și cu ajutorul lui Karin reușește să îi evite. Primul Akatuski pe care îl întâlnește este Deidara pe care reușește să îl înfrângă, dar din cauza faptului că Deidara s-a auto-aruncat în aer, Sasuke a reușit să scape doar cu ajutorul lui Manda. El se întâlnește cu Itachi care îi spune să se întalnească cu acesta în Konoha, la locașul secret al familiei Uchiha, după care Itachi dispare.După o lungă bătălie Sasuke îl învinge pe Itachi. Dar Sasuke află că Itachi a fost, de fapt, forțat de împrejurari să își ucidă tot clanul.
Clanul Uchiha dorea să ajungă la conducerea Satului Ascuns între Frunze și astfel ar fi provocat un al patrulea Razboi Shinobi.
Itachi ura din tot sufletul războiul, iar conducerea satului i-a ordonat să oprească izbucnirea acestui razboi prin omorul întregii sale familii. Itachi a avut de luat o decizie foarte grea: binele satului sau propria sa familie...
Și a ales să își sacrifice clanul și, în final, chiar propria viața, pentru binele Konohăi.
Singurul lucru pe care nu l-a putut face  a fost acela de a-și omorî fratele. Itachi a vrut ca Sasuke să trăiască și să devină mai puternic, de aceea el i-a dat un scop:
„Dacă mă urăști, dacă vrei să mă omori, atunci trebuie sa devii mai puternic...”.
Sasuke află tot adevarul despre Itachi de la  Obito Uchiha.
Sasuke realizează faptul că Itachi a fost forțat de situație să facă acest lucru și își aduce aminte de vremurile când era copil și de Itachi așa cum era el înainte de tragicul eveniment. Itachi care mereu a ținut la el...
Sasuke regretă cu adevărat moartea fratelui său. Se hotărăște să intre temporar în Akatsuki (pentru a deveni și mai puternic) și să distruga Konoha, deoarece conducătorii satului l-au forțat pe Itachi să ia această decizie. Sasuke caută acum răzbunare pentru fratele său și pentru toată familia sa.
Cât timp este in Akatsuki, Sasuke obține un Etern Magenkyo Sharingan și îl învinge pe Killer B, jinchuriki-ul Demonului cu Opt Cozi. Dar mai târziu el află că Killer B l-a păcălit și a evadat. Sasuke s-a alăturat din nou lui Orochimaru.Orochimaru a folosit Edo Sensei pentru a-i învia pe primii patru Hogake. 
Până la urmă, Sasuke acceptă să ierte Konoha după ce primul Hokage îi povestește despre luptele sale cu Madara. Sasuke luptă în război și câștigă împreună cu echipa 7. El și Naruto decid să se lupte pentru a afla cine este cel mai puternic, rezultatul luptei fiind ,,egalitate". În final, îi cere scuze Sakurei și pleacă într-o călătorie pentru a-l ajuta pe Hokage.

## Misiuni complete
- D-Rank: 7
- C-Rank: 1
- B-Rank: 2
- A-Rank: 6
- S-Rank: 0

## Jutsurifolosite
- Amaterasu
- Chidori
- Chidori curent
- Chidori Senbon
- Chidori-ul suliței înțepătoare
- Semnul Blestemat al Cerului
- Iluzie demonică: Cerul reflectat și alterarea Pământului
- Efemer
- Chidori fâlfâitor
- Stilul Foc: Tehnica Dragonului de Foc
- Stilul Foc: Tehnica Marelui Dragon de Foc
- Stilul Foc: Tehnica Sferei de Foc
- Stilul Foc: Tehnica Florii Phoenix
- Umbra ascunsă a amprentelor șerpilor
- Spada Kusanagi: Chidori Katana
- Lovitura leului
- Sharingan Mangekyo
- Tehnica de regenerare a lui Orochimaru
- Vraja șarpelui autoritar
- Picătura șoimului călător (doar în anime)
- Umbra frunzei dansatoare
- Tehnica shurikenului umbrei
- Sharingan
- Tehnica de convocare (șerpi)
- Susano'o
- Transcripția sigiliului: Amaterasu
- Tsukuyomi
- Demonul cu 4 mâini
- Etern Magenkyo Sharingan
- Shurikenul umbră
- Kirin
- Convocare: Crearea lamei fulger
- Tehnica corpului flacără
- Stilul Flacără: Kagutsuchi
- Rinnegan